# クローゼット (2020年の日本映画)
『クローゼット』は、2020年10月30日公開の日本映画。監督は進藤丈広、主演は三濃川陽介。

## キャスト
- 神野佑：三濃川陽介
- 麻生七海：栗林藍希
- 西野香織：新井郁
- 高木昇 ：尾関伸次
- K：永嶋柊吾
- マサト：篠田諒
- 有賀美笛：宮下かな子
- 久松彩乃：中込佐知子
- 久松義男：渡部遼介
- 城ケ崎淳一：青柳尊哉
- 村井静夏：中村祐美子
- 綿引百花：水島麻理奈
- 陽菜：碓井玲菜
- SHO：門下秀太郎
- TAKU：工藤孝生
- あい：安野澄
- 小林医師：枝川吉範
- 根津：飛磨
- 佐藤：井上賢嗣
- 田中：白畑真逸
- みどり：正木佐和
- 山村ミエ：草村礼子
- 下田譲：渡辺いっけい

## スタッフ
- 監督：進藤丈広
- 脚本：澤田文
- 音楽：桃井聖司
- エンディングテーマ：「冬の華」
- 企画・エグゼクティヴ・プロデューサー：美斉津明子
- プロデューサー：鈴木金秀、松本朋丈
- アソシエイトプロデューサー：岩本勤
- 撮影：田島茂
- 照明：古橋孝映
- 録音：伊藤裕規
- 装飾：市村優
- 編集：田巻源太
- 衣装：岩田友裕、奥村裕香
- ヘアメイク：井川成子、小山徳美
- 演出補：田口桂
- イラスト：浅田弘幸
- ラインプロデューサー：高瀬博行
- 配給：アークフィルムズ
- 制作プロダクション：アルファセレクション
- 制作協力：日活スタジオセンター
- 製作幹事：VAP
- 製作：「クローゼット」製作委員会、株式会社Six point THEREE、株式会社コクーン